# Крени стани
Крени стани је трећи студијски албум српске фолк певачице Сање Савић издат 1995. за Зам. Музику и текстове заједно су радили Александар Савић и сама певачица, која је такође и продуцент овог албума.Снимљени су музички спотови за песме Круна писмо, Ноћи од камена и Тик так.

## Списак песама
1. Крени стани
2. Тик-так
3. Круна писмо
4. Сам си на дно пао
5. Ноћи од камена
6. Воли ме
7. Закон улице
8. Вино викторије